# شریشتس
شریشتس (به آلمانی: Christes) یک شهر در آلمان است که در اشمالکالدن-ماینینگن واقع شده‌است. شریشتس ۶۸۱ نفر جمعیت دارد.